# Chris O’Donnell
Chris O’Donnell, właśc. Christopher Eugene O’Donnell (ur. 26 czerwca 1970 w Winnetka) – amerykański aktor i producent filmowy i telewizyjny, model. Odtwórca roli agenta specjalnego Griszy Aleksandrowicza Nikołajewa „G.” Callena w serialu kryminalnym CBS Agenci NCIS (NCIS, 2009) i spin-off Agenci NCIS: Los Angeles (NCIS: Los Angeles, 2009–). 
Nominowany do Złotego Globu dla najlepszego aktora drugoplanowego za przełomową rolę Charliego Simmsa w dramacie Martina Bresta Zapach kobiety (Scent of a Woman, 1992), został uznany za kolejnego „złotego chłopca” Hollywood po występie u boku Ala Pacino.
W 2015 otrzymał własną gwiazdę w Alei Gwiazd w Los Angeles znajdującą się przy 6681 Hollywood Boulevard.

## Życiorys

### Wczesne lata
Urodził się w Winnetka w Illinois w rodzinie rzymskokatolickiej jako najmłodsze z siedmiorga dzieci Julie Ann (z domu Rohs von Brecht) i Williama Charlesa O’Donnella. Jego rodzina była pochodzenia niemieckiego i irlandzkiego. Dorastał w Northfield z czterema siostrami i dwójką braci.

### Początki kariery
W latach 1983–1986 dorabiał jako model, pojawiał się w kilku reklamach i serialu ABC Jack i Mike (Jack and Mike, 1986) z Shelley Hack. W 1988 ukończył szkołę średnią Loyola Academy w Willmette, a następnie college w Bostonie na kierunku marketingu. Studiował na Uniwersytecie Kalifornijskim w Los Angeles.

### Rozwój kariery
Po występie w reklamie sieci McDonald’s, gdzie obsługiwał Michaela Jordana, zadebiutował w dramacie obyczajowym Mężczyźni nie odchodzą (Men Don’t Leave, 1990) jako czternastoletni, dorastający syn wdowy (w tej roli Jessica Lange) po tragicznie zmarłym ukochanym mężu Johnie i ojcu. Kiedy był na studiach, Barbra Streisand zaproponowała mu rolę syna w filmie Książę przypływów, którą jednak ostatecznie zagrał Jason Gould. Następnie został zaangażowany do dwóch udanych dramatów – Smażone zielone pomidory (Fried Green Tomatoes, 1991) oraz Więzy przyjaźni (School Ties, 1992) o antysemityzmie w elitarnej szkole amerykańskiej z udziałem Brendana Frasera, Matta Damona i Bena Afflecka.
Za ekranową kreację ucznia, opiekuna i towarzysza niewidomego emerytowanego oficera armii USA (Al Pacino) w filmie Zapach kobiety (Scent of a Woman, 1992) otrzymał nagrodę chicagowskich krytyków dla najbardziej obiecującego aktora i nominację do nagrody Złotego Globu. Znalazł się na liście Obiecujących Nowych Aktorów 1992 wydania 44 Ekranowego świata Johna Willisa. Jednak rola młodego D’Artagnana w jego interpretacji w jeszcze jednej ekranizacji powieści Aleksandra Dumasa Trzej muszkieterowie (The Three Musketeers, 1993), choć uhonorowana nowojorską nagrodą dla najlepszej ekranowej postaci książkowej i nagrodą Złotego Jabłka, doczekała się złych recenzji i nominacji do antynagrody Złotej Maliny dla najgorszego aktora drugoplanowego.
W dramacie obyczajowym Błękit nieba (Blue Sky, 1994) pojawił się jako sympatyczny chłopiec z sąsiedztwa. W 1994 roku odebrał nagrodę ShoWest Convention w Las Vegas, w stanie Nevada.
Po sukcesie filmu W kręgu przyjaciół (Circle of Friends, 1995) mógł liczyć na rolę młodego zbuntowanego akrobaty cyrkowego Richarda Dicka Graysona/Robina, pragnącego pomścić śmierć swoich rodziców i brata, którzy zginęli z ręki Dwóch-Twarzy w widowiskowym hicie fantasy Batman Forever (1995) z Valem Kilmerem w roli tytułowej. O tę rolę bowiem walczyli m.in. Leonardo DiCaprio, Matt Damon, Christian Bale, Jude Law, Ewan McGregor, Corey Haim, Corey Feldman, Toby Stephens i Scott Speedman. Lecz sequel ekranizacji komiksu o przygodach człowieka-nietoperza Batman i Robin (Batman & Robin, 1997) z udziałem George’a Clooneya jako tytułowego Batmana, poniósł klęskę, a rola Robina, choć przyniosła O’Donnellowi nagrodę Blockbuster Entertainment, zdobyła nominację do Złotej Maliny dla najgorszego aktora drugoplanowego i najgorszego ekranowego duetu.
Zagrał potem w komedii Roberta Altmana Kto zabił ciotkę Cookie? (Cookie’s Fortune, 1999) oraz hollywoodzkich produkcjach, takich jak Kawaler (The Bachelor, 1999), Granice wytrzymałości (Vertical Limit, 2000) i Kinsey (2004).
W 2002 debiutował na Broadwayu jako David Beeves w sztuce Arthura Millera The Man Who Had All the Luck z Samanthą Mathis, Richardem Riehle i Samem Robardsem.
Na małym ekranie wystąpił w roli weterynarza Finna Dandridge’a w serialu ABC Chirurdzy (Grey’s Anatomy, 2006). Popularność wśród telewidzów zyskał jako agent specjalny G. Callen w serialu Agenci NCIS (NCIS) i spin-off Agenci NCIS: Los Angeles (NCIS: Los Angeles).
Był na okładce „TV Guide”, „Redbook”, „Michigan Avenue”, „US”, „Entertainment Weekly” i „Men’s Fitness”.

## Życie prywatne
W 1997 poślubił nauczycielkę szkoły podstawowej Caroline Fentress. Mają dwie córki Lily Ann (ur. 1999) i Maeve Frances (ur. 2007) oraz trzech synów – Christophera Eugene’a Jr. (ur. 2000), Charlesa McHugh (ur. 2003) i Finleya (ur. 2006). Zamieszkali w Chicago.

## Filmografia

### Filmy fabularne
| Rok  | Tytuł                                                                   | Rola                                        | Reżyser                |
| ---- | ----------------------------------------------------------------------- | ------------------------------------------- | ---------------------- |
| 1990 | Mężczyźni nie odchodzą (Men Don’t Leave)                                | Chris Macauley                              | Paul Brickman          |
| 1991 | Smażone zielone pomidory (Fried Green Tomatoes)                         | Buddy Threadgoode                           | Jon Avnet              |
| 1992 | Więzy przyjaźni (School Ties)                                           | Chris Reece                                 | Robert Mandel          |
| 1992 | Zapach kobiety (Scent of a Woman)                                       | Charlie Simms                               | Martin Brest           |
| 1993 | Trzej muszkieterowie (The Three Musketeers)                             | D’Artagnan                                  | Stephen Herek          |
| 1994 | Błękit nieba (Blue Sky)                                                 | Glenn Johnson                               | Tony Richardson        |
| 1995 | W kręgu przyjaciół (Circle of Friends)                                  | Jack Foley                                  | Pat O’Connor           |
| 1995 | Szalona miłość (Mad Love)                                               | Matt Leland                                 | Antonia Bird           |
| 1995 | Batman Forever                                                          | Dick Grayson/Robin                          | Joel Schumacher        |
| 1996 | Komora (The Chamber)                                                    | Adam Hall                                   | James Foley            |
| 1996 | Miłość i wojna (In Love and War)                                        | Ernest ‘Ernie’ Hemingway                    | Richard Attenborough   |
| 1997 | Batman i Robin (Batman & Robin)                                         | Dick Grayson/Robin                          | Joel Schumacher        |
| 1999 | Kto zabił ciotkę Cookie? (Cookie’s Fortune)                             | Jason Brown                                 | Robert Altman          |
| 1999 | Kawaler (The Bachelor)                                                  | Jimmie Shannon (także producent wykonawczy) | Gary Sinyor            |
| 2000 | Granice wytrzymałości (Vertical Limit)                                  | Peter Garrett                               | Martin Campbell        |
| 2002 | 29 palm (29 Palms)                                                      | Hitman                                      | Leonardo Ricagni       |
| 2004 | Kinsey                                                                  | Wardell Pomeroy                             | Bill Condon            |
| 2005 | Siostry (The Sisters)                                                   | David Turzin                                | Arthur Allan Seidelman |
| 2008 | Kit Kittredge: Amerykańska dziewczyna (Kit Kittredge: An American Girl) | Jack Kittredge                              | Patricia Rozema        |
| 2008 | Max Payne                                                               | Jason Colvin                                | John Moore             |
| 2010 | Psy i koty: Odwet Kitty (Cats & Dogs: The Revenge of Kitty Galore)      | Shane                                       | Brad Peyton            |
| 2010 | A Little Help                                                           | Bob                                         | Michael J. Weithorn    |

#### Seriale TV
- 2003: Praktyka (The Practice) jako Brad Stanfield
- 2003: Dwóch i pół (Two and a Half Men) jako Bill/Jill
- 2005: Główne przypadki (Head Cases) jako Jason Payne
- 2006: Chirurdzy (Grey’s Anatomy) jako dr Finn Dandridge
- 2007: The Company jako Jack McCauliffe
- 2009: Agenci NCIS (NCIS) jako agent specjalny G. Callen
- 2009: Agenci NCIS: Los Angeles (NCIS: Los Angeles) jako agent specjalny G. Callen
- 2012: Hawaii Five-0 jako G. Callen
- 2017: Amerykański tata jako G. Callen (głos)